# 아소정 (구마모토현)
아소정(일본어: 阿蘇町)은 일본 구마모토현 아소군의 옛 정이다.
1954년 4월 1일, 우치노마키정, 구로카와촌, 나가미즈촌, 오가이시촌, 야마다촌이 신설합병, 정으로 승격해 탄생하였다. 2005년 2월 11일, 아소군 이치노미야정, 미소노촌과 신설합병, 시로 승격해 , 아소시가 되었기 때문에 소멸하였다.

## 행정
- 정장: 가와사키 야스오 (川﨑敦夫)
- 정 국회의원 : 16명

## 교통

### 철도
- 규슈 여객철도 호히 본선

### 도로
- 국도 57호선
- 국도 212호선

## 출신유명인
- 마쓰오카 도시카쓰 - 정치가

## 참고 문헌
- 角川日本地名大辞典編纂委員会, 『角川日本地名大辞典 43 熊本県』1987, 角川書店